# リートリンゲン

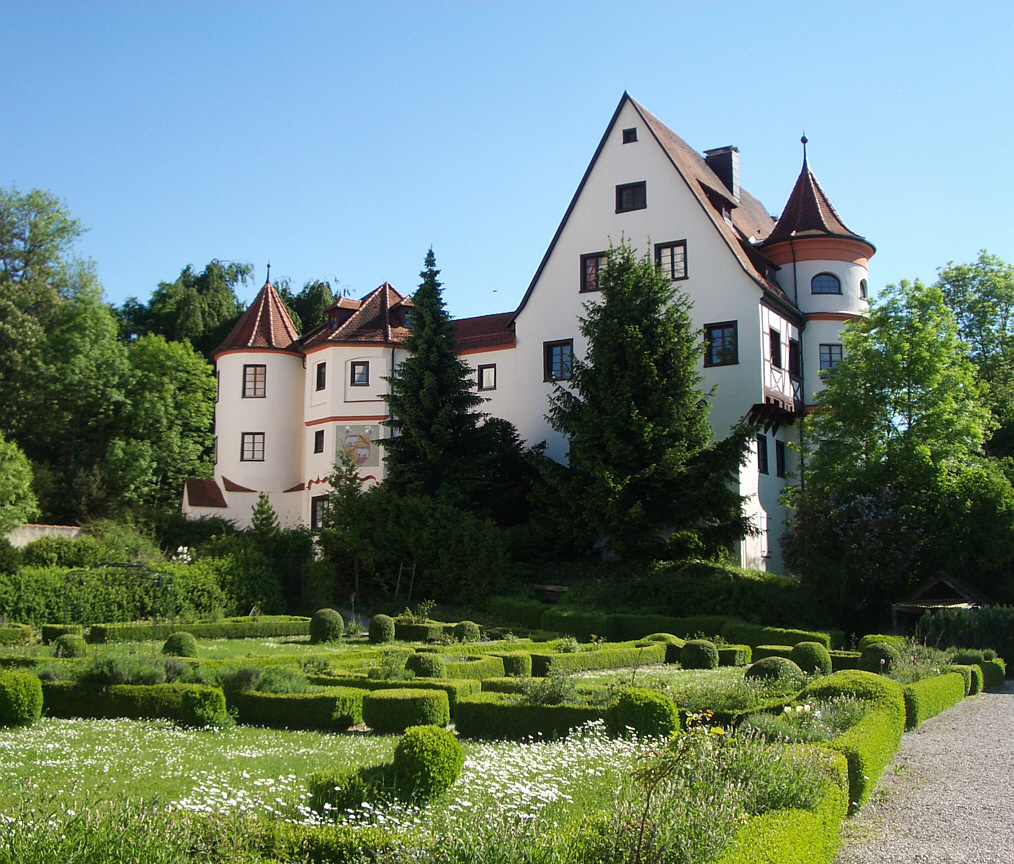
城と庭園

リートリンゲン（Riedlingen）はドイツ連邦共和国の都市。バーデン＝ヴュルテンベルク州に属する。人口は約1万人（2005年4月）。

## 地勢・産業
ドナウ川沿いにある小さな都市。近隣の都市としては、約60キロ南西にコンスタンツ、45キロ北東にウルム、75キロ西にドナウ川の泉があるドナウエッシンゲンが位置している。（ただし、この地にある泉は観光上のものであり、地理学上のものではない。）

## 歴史
1255年、リートリンゲンという街の呼称が初めて見られる。そのため、2005年には市政750年が祝われた。

## 出身者
- マリオ・ゴメス - サッカー選手
- ヴォルフガング・シュナイダーハン - 軍人
- コンラート・グラーフ - ピアノ調律師